# Dương Hạc Đính

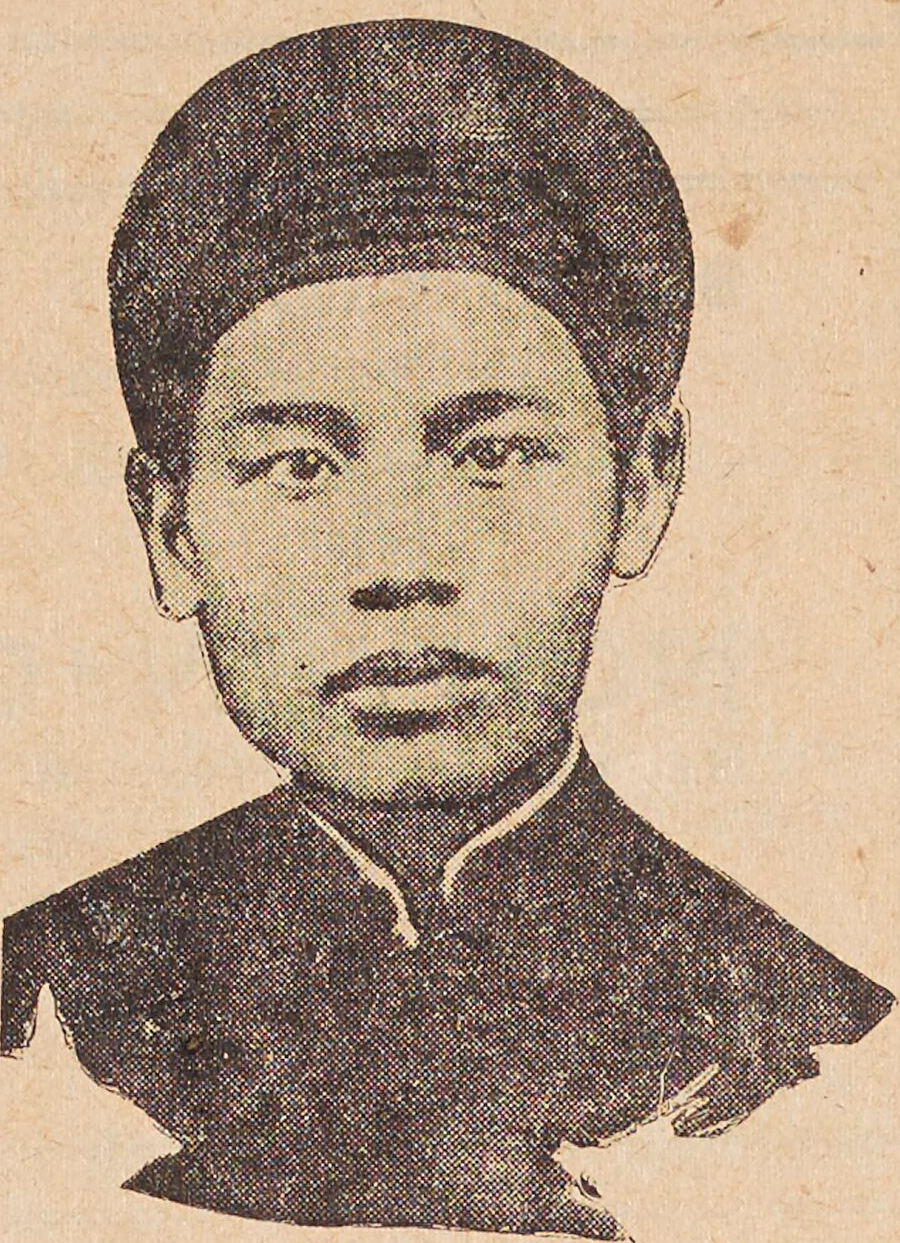
Chân dung Dương Hạc Đính

Dương Hạc Đính (1906 -?) còn có tên là Nguyễn Văn Trúc, Hoàng Hạc, học viên Tổng bộ Việt Nam Thanh niên Cách mạng Đồng chí hội, đến từ tỉnh Bắc Ninh. Tháng 3 năm 1927 kỳ bộ Bắc Kỳ của Thanh niên cách mạng đồng chí hội được thành lập gồm Dương Hạc Đính và 4 người khác: Nguyễn Danh Đối, Mai Lập Đôn, Nguyễn Công Thu, Mai Ngọc Thiệu. Tháng 9 năm 1929 tới Sài Gòn tổ chức chi nhánh An Nam Cộng sản Đảng). Tháng 11 cùng năm qua Hồng Kông, sau đó quay lại Sài Gòn thì bị bắt cùng với Ngô Gia Tự tháng 5 năm 1930. Sau thoái hóa, phản bội, khai nhiều đồng chí của mình cho Pháp (Mai Ngọc Thiệu cũng lạc hội).